# Raffaele Garrucci

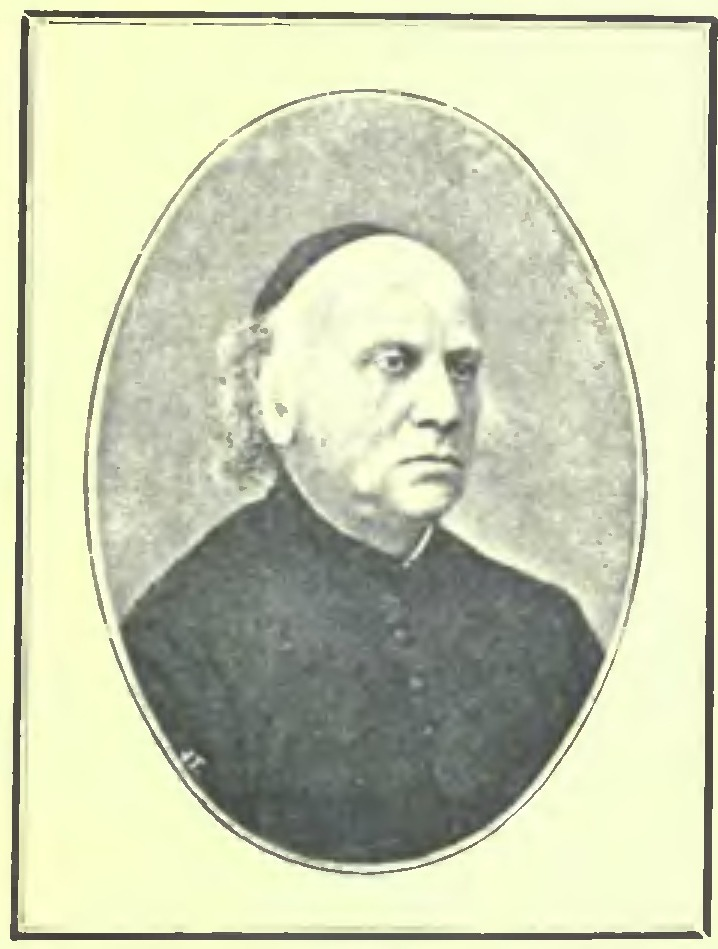
Raffaele Garrucci (aus der Rivista Italiana di Numismatica 1894)

Raffaele Garrucci (* 22. Januar 1812 in Neapel; † 5. Mai 1885 in Rom) war ein italienischer Jesuit, Numismatiker, Epigraphiker und Archäologe, spezialisiert auf die Geschichte der christlichen Kunst.

## Leben
Er stammte aus einer wohlhabenden Familie, trat im Alter von 15 Jahren bei den Jesuiten ein und legte am 19. März 1853 die Gelübde ab.
Er widmete sich dem Studium der Kirchenväter sowie den heidnischen und christlichen Altertümern. Er und Giovanni Battista de Rossi wurden die wichtigsten Schüler von Pater Giuseppe Marchi. Auf seinen vielen Reisen durch Italien, Frankreich, Deutschland und Spanien sammelte er viel Material für seine archäologischen Publikationen.
1853 zog er nach Rom, wo er scrittore der La Civiltà Cattolica wurde, mit der er bereits vorher zusammengearbeitet hatte.
1854 und folgend schrieb er unter anderem Studien über die Katakomben in Rom und über die jüdischen Katakomben von Vigna Randanini. 1866 veröffentlichte er in Rom eine Studie über die „Monete delle due Rivolte Giudaiche“. Nach Ansicht des christlichen Archäologen Antonio Ferrua (1901–2003), ebenfalls eines Jesuiten, war Garrucci der erste hebraistische Epigraphiker in Italien.
1872 begann er mit der Veröffentlichung einer monumentalen Geschichte über frühchristliche Altertümer mit dem Titel  Storia dell'arte cristiana nei primi otto secoli della chiesa. Es war geplant, alle Werke der Bildhauerei, Malerei und des Kunsthandwerks in den ersten acht Jahrhunderten n. Chr. aufzunehmen. Tatsächlich ist es eine allgemeine Geschichte der frühchristlichen Kunst geworden und enthält fünfhundert fein gravierte Tafeln mit Erläuterungen. Fünf der sechs Bände betreffen jeweils die Fresken der Katakomben – und Gemälde anderer Herkunft – verziertes Glas, Mosaike, Sarkophage, nicht-grabliche Skulpturen. Der erste Band enthält den theoretischen Teil der Arbeit, also die eigentliche Geschichte der christlichen Kunst.
In dieser Arbeit überarbeitete Garrucci auch zuvor veröffentlichte Materialien. Für die noch unveröffentlichten Materialien verwendete er Fotografien oder andere Arten von Reproduktionen. Seine Gravuren sind nicht immer sehr genau und offensichtlich von geringerer Qualität als die, die mit modernen Reproduktionsverfahren erzielt werden.
1885 veröffentlichte er in Rom Le monete dell'Italia antica. Raccolta generale, die damals fortschrittlichste Studie über die in Italien geprägten antiken Münzen.
Die Liste seiner Veröffentlichungen umfasst mehr als 118 Titel.
Seit 1851 war er ordentliches Mitglied des römischen Istituto di corrispondenza archeologica und seit dem 20. März 1881 korrespondierendes Mitglied der Accademia delle Scienze di Torino.